# محمية كانها للببور
محمية كانها للببور هي واحدة من محميات الببور في الهند وأكبر حديقة وطنية في ولاية مدهيا برديش.تأسست المحمية في 1 يونيو 1955.تضم المحمية بجانب الببر البنغالي حيوانات مثل نمر هندي، الدب الكسلان، أيل المستنقع وكلب الدول.